# Whiplash (Metallica)
Whiplash è un singolo del gruppo musicale statunitense Metallica, pubblicato l'8 agosto 1983 come primo estratto dal primo album in studio Kill 'Em All .

## Descrizione
Commercializzato soltanto negli Stati Uniti d'America, Whiplash è stato composto da James Hetfield e Lars Ulrich ed è incentrata su quello che sente un metallaro durante l'headbanging ("Thrashing all around, acting like a maniac, whiplash.").

## Cover
- Nel 2005 i Motörhead vinsero il loro primo Grammy Award per aver reinterpretato Whiplash in un album tributo per i Metallica. La loro reinterpretazione è stata in seguito inserita nel loro album di cover Under Cöver del 2017.
- Billy Milano, Scott Ian, Phil Soussan e Vinny Appice realizzarono una cover per Metallic Assault: A Tribute to Metallica.
- I Pantera, utilizzando il nome "Pantallica", suonarono il brano dal vivo assieme a Jason Newsted. In quell'occasione, Dimebag Darrell e Phil Anselmo si scambiarono i ruoli.
- I Destruction hanno reinterpretato la canzone per l'album A Tribute to the Four Horsemen; oltre ciò, hanno inserito la canzone nel loro album All Hell Breaks Loose come traccia bonus.
- Gli Stone Gods hanno suonato la canzone durante uno dei loro tour.

## Tracce
Lato A – Studio Side
1. Jump in the Fire – 4:38 (James Hetfield, Lars Ulrich, Dave Mustaine)
2. Whiplash (Special Neckbrace Remix) – 4:10 (James Hetfield, Lars Ulrich)

Lato B – Live Side
1. Seek & Destroy – 7:02 (James Hetfield, Lars Ulrich)
2. Phantom Lord – 4:53 (James Hetfield, Lars Ulrich, Dave Mustaine)

## Formazione
Gruppo
- James Hetfield – chitarra ritmica, voce
- Lars Ulrich – batteria
- Cliff Burton – basso
- Kirk Hammett – chitarra solista

Produzione
- Jon Zazula – produzione esecutiva
- Paul Curcio – produzione